# خوشنامه
خوشنامه یک روستا در ایران است که در دهستان خورش رستم شمالی واقع شده‌است. خوشنامه ۶۸ نفر جمعیت دارد.